# Annemarie Reitsamer
Annemarie Reitsamer (* 19. Februar 1941 in Sankt Gilgen) ist eine ehemalige österreichische Politikerin (SPÖ). Reitsamer war zwischen 1990 und 2001 Abgeordnete zum Nationalrat.

## Ausbildung und Beruf
Reitsamer besuchte nach der Volks- und Hauptschule zwischen 1955 und 1957 die Handelsschule. 1963 legte sie die B-Matura ab.
Reitsamer arbeitete von 1957 bis 1960 als Sekretärin in einer Rechtsanwaltskanzlei und war von 1960 bis 1965 als Pressefernschreiberin beim Post- und Telegrapheninspektorat Salzburg beschäftigt. Sie absolvierte zwischen 1965 und 1966 einen Auslandsaufenthalt in Frankreich und war danach bis 1977 Kassierin mit Lohnverrechnung bei der Zwölferhorn Seilbahn GmbH in St. Gilgen. Danach war sie von 1977 bis 1994 als Landesfrauensekretärin der SPÖ Salzburg tätig.

## Politik
Reitsamer war zwischen 1984 und 1989 Gemeindevertreterin von St. Gilgen und danach bis 1999 Gemeinderätin. Zwischen 1989 und 1995 war sie zudem Fraktionsvorsitzende und von 1979 bis 1995 Ortsparteivorsitzende der SPÖ St. Gilgen. 1992 wurde sie zur Bezirksparteivorsitzender-Stellvertreterin der SPÖ Flachgau gewählt. Innerparteilich war Reitsamer zudem Mitglied des SPÖ-Landesparteivorstandes, Bundesparteivorstandes und des Bundesparteipräsidiums. Ab 1992 wirkte sie auch als Landesfrauenvorsitzende und war Mitglied des Bundesfrauenkomitees. 1995 wurde sie zur Landesparteivorsitzender-Stellvertreterin der SPÖ Salzburg gewählt.
Reitsamer vertrat die SPÖ zwischen dem 5. November 1990 und dem 28. Februar 2001 im Nationalrat. Sie zog sich 2001 in die Pension zurück.

## Auszeichnungen
- 1999: Großes Goldenes Ehrenzeichen für Verdienste um die Republik Österreich[2]